# Џејмс Оливер Кервуд
Џејмс Оливер Кервуд (Овосо, 12. јун 1878 – 13. август 1927) је био амерички књижевник, писац авантуристичких романа, од којих су многи постали класици за децу и младе. Његове књиге су често смештене у области Јукона, на далеком северу и Аљасци. Најмање сто осамдесет филмова је снимљено по његовим романима. У доба своје смрти био је најплаћенији писац на свету. Саградио је Кервудов замак, који је сада заштићено културно добро у његовом родном граду. Његови романи се и даље преводе у Србији као део дечијих едиција, посебно Гризли и Ловци вукова.